# Pârâul Negru, Bucovăț
Pârâul Negru este un curs de apă, afluent al râului Bucovăț. 